# Theodoricus Hackspan

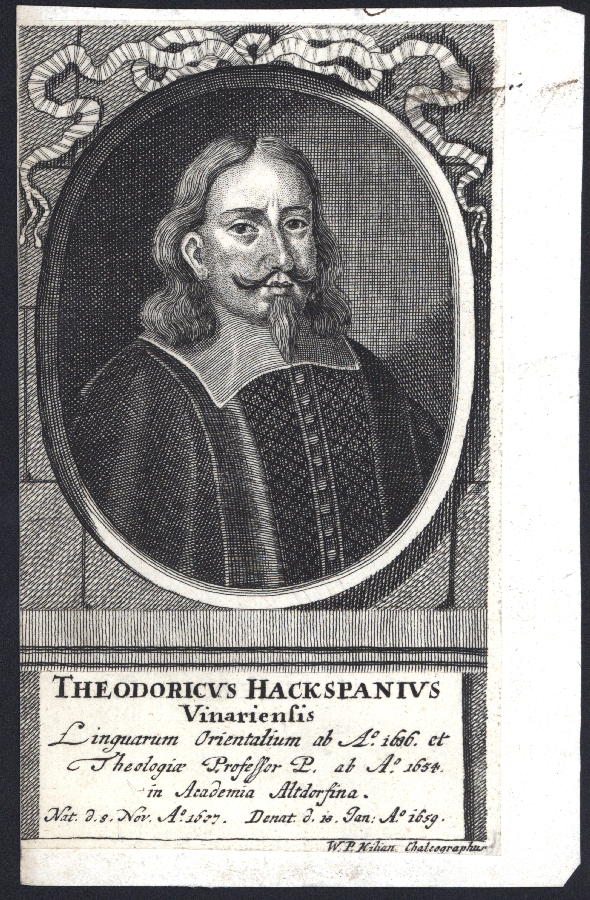
Theodoricus Hackspan

Theodoricus Hackspan (* 8. November 1607 in Weimar; † 16. Januar 1659 in Altdorf bei Nürnberg; auch Theodoricus Hackspann, deutsch Dietrich, in vielen Quellen fälschlich Theodor) war ein deutscher Theologe, Orientalist und Hochschullehrer.

## Leben
Hackspan, der Sohn eines weimarischen Gutinspektors, besuchte zunächst in Weimar die Schule, dann das Gymnasium zu Roßleben. Das Studium der Philosophie und der morgenländischen Sprachen begann er 1625 an der Universität Jena, ging 1631 an die Universität Altdorf und schließlich zum Studium der Theologie an die Universität Helmstedt. Er war dort unter anderen Schüler von Georg Calixt und Konrad Hornejus.
1636 erfuhr Hackspan vom Tod des Altdorfer Professors Daniel Schwenter und richtete eine Bewerbung dorthin, obwohl er noch keinerlei akademische Grade erlangt hatte. Er wurde dort kurz darauf zum Professor der hebräischen Sprache berufen, 1654 erfolgte dann die Ernennung zum ordentlichen Professor der Theologie an derselben Universität. Er war an der Altdorfer Universität Dekan der Theologischen Fakultät sowie Rektor der Universität. Zum Dekan der Philosophischen Fakultät wurde er aufgrund fehlender akademischer Grade nie ernannt.

## Werke
- Observationes Arabico-Syriacae, 1639 (Digitalisat).
- Fides et leges Mohammedis exhibitae ex Alcorani manuscripto duplici, praemissis Institutionibus Arabicis, 1646 (Digitalisat).
- Quadriga disputationum de locutionibus sacris, Scherff, Altdorf 1648 (Digitalisat).
- Miscellaneorum sacrorum libri 2. Tauber, Altdorf 1660 (Digitalisat).
- Disputationum theologicarum et philologicarum sylloge. Endter, Altdorf 1663 (Digitalisat).
- Notarum philologico-theologicarum in varia et difficilia Scripturae loca Partes 3. Hagen, Altdorf 1664 (Digitalisat Teil 1, Teil 2, Teil 3).
- Liber Nizzachon R. Lipmanni editus. Acc. Tractatus de usu librorum Rabbinicorum, 1664 (Digitalisat).